# Ludvík Sukup
Ludvík Sukup (30. června 1931 Moravská Nová Ves – 27. července 2009 Brno) byl český fotbalový záložník.

## Hráčská kariéra
V československé lize hrál za ZSJ MEZ Židenice (dobový název ČAFC Židenice) v 5 zápasech, aniž by skóroval.

### Prvoligová bilance
| Ročník             | Zápasy | Góly | Minuty | Klub             |
| ------------------ | ------ | ---- | ------ | ---------------- |
| I. liga 1952       | 5      | 0    | –      | ZSJ MEZ Židenice |
| CELKEM I. ČS. LIGA | 5      | 0    | –      |                  |